# Chevy Chase
Cornelius Crane “Chevy” Chase (født 8. oktober 1943) er en amerikansk komiker, manuskriptforfatter, skuespiller og tidligere talkshow-vært, bedst kendt for komediefilmene om familien Griswold og deres skøre ferier i Fars Fede Ferie-serien.

## Udvalgt filmografi
- Røven fuld af penge (1980)
- Fars fede ferie (1983)
- Fars frygtelige feriedage (1985)
- Vi er spioner (1985)
- Fletch - hva' var navnet? (1985)
- De kom, de så, de løb! (1986)
- Røven fuld af penge 2 (1988)
- Funny Farm (1988)
- Fars fede juleferie (1989)
- Fletch vender tilbage (1989)
- Masser af modgang (1991)
- Den usynlige mands erindringer (1992)
- Fars fede Las Vegas ferie (1997)
- Community (2009)
- Fars sygt fede bilferie (2015)